# Julia Strachey
Julia Frances Strachey (Allahabad, Índia, 14 d'agost de 1901 – Regne Unit, 1979) va ser una escriptora anglesa. Julia Strachey va viure la major part de la vida a Anglaterra, on va treballar com a model del dissenyador de moda Paul Poiret, com a fotògrafa i com a primera lectora per a editorials, abans d'iniciar la carrera com a novel·lista. És sobretot recordada per la seva obra Cheerful Weather for the Wedding, un llibre publicat per Hogarth Press i reeditat per Persephone Books.

## Biografia
Julia Strachey va néixer a Allahabad (Índia), on el seu pare, Oliver Strachey, germà gran de Lytton Strachey, era funcionari. La seva mare, Ruby, era d'origen suïssoalemany. Va passar els primers sis anys de la seva vida a l'Índia abans de viatjar a Londres. Després del divorci dels seus pares, se'n va anar a viure amb la seva tia Elinor Rendel a Melbury Road, a prop de Kensington High Street. Quatre anys més tard, Strachey va ser enviada a un internat a Brackenhurst; i va ser durant aquest temps que Oliver Strachey va començar un nou amor amb una amiga propera de Ray Strachey, la neboda d'Alys Pearsall Smith, llavors l'esposa del filòsof britànic Bertrand Russell. Julia, al seu torn, va desenvolupar una amistat íntima amb Alys, a qui afectuosament anomenava "Aunty Loo". L'inusual, i sovint entremaliat, sentit de l'humor de Smith va tenir un efecte durador en l'estil literari de Julia Strachey.
El 1932 Hogarth Press va publicar el seu llibre Cheerful Weather for the Wedding. Virginia Woolf hi va escriure: "Crec que és sorprenentment bo: complet, nítid i individual". Tant les connexions del seu oncle Lytton, i el nom que ella va fer per a si mateixa per les seves obres, Julia Strachey aviat es va integrar en el Grup de Bloomsbury i va freqüentar molts dels seus actes socials. Aquestes experiències van tenir una forta influència en la seva ficció. Fins a 1964, també va ser una fervent membre del Memoir Club de Bloomsbury, on ella i els altres membres discutien i escrivien sobre les seves memòries compartides.
El 1927 Julia Strachey es va casar amb l'escultor Stephen Tomlin, autor dels busts de Lytton Strachey i Virginia Woolf. Es van separar el 1934. Durant aquest període, Strachey es guanyava la vida escrivint contes per a revistes. També va ser el començament de la seva carrera novel·lística. El 1939, es va trobar amb l'artista, i més tard crític d'art, Lawrence Gowing, que en aquell moment tenia només 21 anys. Van passar trenta anys junts, quinze dels quals casats, a Newcastle i a Chelsea, abans que Gowing s'enamorés d'una altra dona.
Hi ha molt poca informació sobre la mort de Julia Strachey, excepte que va ser el 1979. Més endavant va començar a escriure les seves memòries, a partir de les quals la seva amiga Frances Partridge escrigué Julia: A Portrait of Julia Strachey (1983), un esbós biogràfic de la seva amiga.

## Obra publicada
- Cheerful Weather for the Wedding (1932), reimpresa per Persephone Books el 2009
- 'Fragments of a Diary' (1940)
- 'Pioneer City' (1943)
- The Man on the Pier (1951), reimpresa per Penguin el 1978 sota el títol An Integrated Man
- 'Animalia', publicada a The New Yorker sota el títol 'Can't you get me out of here?' (1959)
- 'Complements of the season', conte publicat a Turnstile One, editat per V. S. Pritchett. Publicat per Turnstile Press (1948)